# U-291
Unterseeboot 291 foi um submarino alemão do Tipo VIIC, pertencente a Kriegsmarine que atuou durante a Segunda Guerra Mundial.

## Comandantes
| Comandante               | Data                                         |
| ------------------------ | -------------------------------------------- |
| Hans Keerl               | 4 de agosto de 1943 - 30 de setembro de 1943 |
| Oblt. Friedrich Stege    | 1 de outubro de 1943 - 16 de julho de 1944   |
| Oblt. Hermann Neumeister | 17 de julho de 1944 - 5 de maio de 1945      |

## Subordinação
Durante o seu tempo de serviço, esteve subordinado às seguintes flotilhas:
| Período                                        | Flotilha                                     |
| ---------------------------------------------- | -------------------------------------------- |
| 4 de agosto de 1943 - 31 de agosto de 1943     | 21. Unterseebootsflottille (treinamento)     |
| 1 de setembro de 1943 - 1 de julho de 1944 2   | 3. Unterseebootsflottille                    |
| 1 de julho de 1944 - 28 de fevereiro de 1945 2 | 1. Unterseebootsflottille (submarino escola) |
| 1 de março de 1945 - 5 de maio de 1945 3       | 1. Unterseebootsflottille (treinamento)      |